# اولتراتاپ

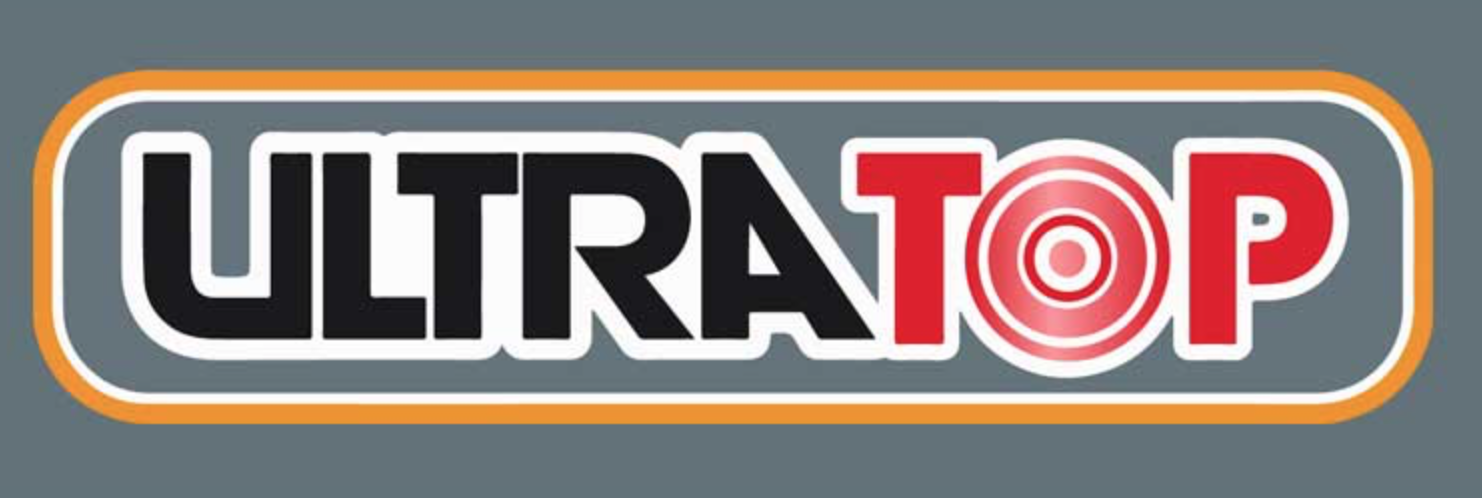

اولتراتاپ (به انگلیسی: Ultratop) سازمان رسمی رتبه‌بندی جدول‌های ضبط در بلژیک است. اولتراتاپ یک سازمان ناسودبر است.

## اولتراتیپ
علاوه بر جدول اصلی ۵تای برتر اولتراتاپ، جدول هفتگی دیگری برای تک‌آهنگ‌ها منتشر می‌شد که با نام اولتراتیپ شناخته می‌شود و انتشار آن در ۲۹ مهٔ ۲۰۲۱ متوقف شد. این جدول که از آن تحت عنوان تیپراد نیز یاد می‌شود، جدولی شاخص از ترانه‌هایی بود که هنوز به جدول ۵۰تای برتر اوتراتاپ راه نیافته بودند، و با جدول فوران‌کننده زیر ۱۰۰ آهنگ داغ ایالات متحده قابل مقایسه بود.

### جدول‌های اولتراتیپ
- فلاندرز: اولتراتیپ فوران‌کننده زیر ۱۰۰[۳]
- والونی: اولتراتیپ فوران‌کننده زیر ۵۰[۴]